# الدفاع عن سور الصين العظيم
الدفاع عن سور الصين العظيم (بالصينية المبسطة: 长城抗战، بالصينية التقليدية: 長城抗戰) (1 يناير - 31 مايو 1933)، تُعرف في اليابانية باسم عملية نكا وفي العديد من المصادر باسم معركة خبى الأولى. كانت حملة بين جيوش جمهورية الصين وإمبراطورية اليابان، قبل بدء الحرب الصينية اليابانية الثانية رسميا في عام 1937.
خلال الحملة، نجحت اليابان في الاستيلاء على مقاطعة ريهي المنغولية الداخلية من أمير الحرب الصيني زانغ شويليانغ، ودمجتها في دولة مانشوكو التي تم إنشاؤها حديثًا، والتي امتدت حدودها الجنوبية إلى سور الصين العظيم.

## معركة ممر شانهاي
ممر شانهاي هو الطرف الشرقي لسور الصين العظيم، حيث يلتقي السور بالمحيط. وفقًا لشروط اتفاقية ثورة الملاكمين لعام 1901، احتفظ الجيش الإمبراطوري الياباني بحامية صغيرة تضم حوالي 200 رجل في شانهاي. في ليلة 1 يناير 1933، دبّر قائد الحامية اليابانية «حادثة» من خلال تفجير بضع قنابل يدوية وإطلاق بضع طلقات. استخدم جيش كوانتونغ هذا كذريعة لمطالبة الفوج 626 لجيش الشمال الشرقي الصيني، الذي يرابط في شانهاي، بإخلاء دفاعات الممر.
عندما رفضت الحامية الصينية، أصدرت الفرقة الثامنة اليابانية إنذارًا، ثم هاجمت الممر بدعم من 4 قطارات مدرعة و10 دبابات. كان الهجوم الياباني مدعومًا بدعم جوي قريب من قاذفات القنابل وقصف السفن الحربية من الأسطول الثاني التابع للبحرية الإمبراطورية اليابانية. في 3 يناير، اضطر قائد الفوج الصيني شي شيان، غير قادر على الصمود أمام هذا الهجوم، إلى إخلاء مواقعه بعد أن فقد نصف قواته.

## معركة ريهي
كانت مقاطعة ريهي، الواقعة على الجانب الشمالي من سور الصين، الهدف التالي. أعلن الجيش الياباني أن المقاطعة تاريخياً جزء من منشوريا، وكان يأمل في البداية في تأمينها من خلال انشقاق الجنرال تانغ يولين. عندما فشل هذا، تم تفعيل الخيار العسكري. طلب رئيس أركان الجيش الياباني موافقة الإمبراطور هيروهيتو على «العملية الاستراتيجية» ضد القوات الصينية في ريهي. على أمل أن تكون هذه هي آخر عمليات الجيش في المنطقة وأن ذلك سيضع حدًا لمسألة منشوريا، وافق الإمبراطور، في حين صرح صراحةً أن الجيش لن يتخطى سور الصين العظيم. في 23 فبراير 1933، بدأ الهجوم. في 25 فبراير، تم الاستيلاء على تشاويانغ وكايلو. في 2 مارس، واجه لواء الفرسان الرابع الياباني مقاومة من قوات صن ديانينغ، وبعد أيام من القتال، استولى على تشيفنغ. في 4 مارس، استولى سلاح الفرسان الياباني وسرية الدبابات الخاصة الأولى على مدينة شنغد عاصمة ريهي.
في 4 مارس، تمكنت الفرقة 139 من الفيلق 32 لحزب الكومينتانغ من الاحتفاظ بممر لونغكو، وفي 7 مارس، صمد الفيلق 67 أمام هجمات اللواء السادس عشر التابع للفرقة الثامنة اليابانية، في ممر جوبيكو.
في 9 مارس، أجرى شيانج كاي شيك مناقشات مع تشانغ تشوليانغ في باودينغ حول مقاومة الغزو الياباني. ومع ذلك، فإن أفعالهما كانت متأخرة للغاية ولم تكن التعزيزات ذات قوة كافية لوقف تقدم اليابان.
في 11 مارس، توغلت القوات اليابانية في سور الصين العظيم نفسه. في 12 مارس، استقال تشانغ تشوليانغ من منصبه إلى هي ينغتشن الذي، بصفته القائد الجديد للجيش الشمالي الشرقي، تم تكليفه بواجب تأمين المواقع الدفاعية على طول السور العظيم.

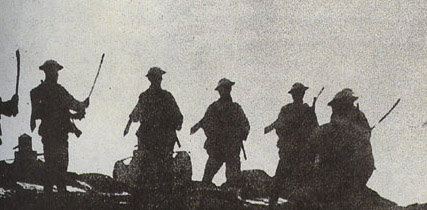
جنود صينيون مسلحون بسيوف الداو

تم شن أكثر من عشرين هجوماً مباشراً، حيث قام جنود جيش الشمال الغربي المسلحون بالسيوف بصدهم. ومع ذلك، في 21 مارس، سيطر اليابانيون على ممر ييوانكو. في 11 أبريل، استعادت القوات اليابانية ممر لونغكو بعد عشرات المعارك. كان الجيش الصيني أقل تسليحًا مقارنة بالجيش الياباني وتم تجهيز العديد من الوحدات في الغالب بمسدسات وقنابل يدوية وسيوف صينية تقليدية مع إمدادات محدودة من قذائف الهاون والمدافع الرشاشة والبنادق. بعد أن هُزم الجيش الصيني بقوة النيران اليابانية الساحقة، في 20 مايو، تراجع الجيش الصيني عن مواقعه المتبقية على سور الصين العظيم.
على الرغم من أن الجيش الوطني الثوري عانى من الهزيمة في النهاية، إلا أن العديد من الوحدات الفردية تمكنت من صد الجيش الياباني الأفضل تجهيزًا لمدة تصل إلى ثلاثة أيام قبل أن يتم اجتياحها. تمكنت بعض أقسام الجيش الوطني أيضًا من تحقيق انتصارات طفيفة في بعض الممرات  باستخدام الأسوار لنقل الجنود من قطاع إلى آخر، تمامًا مثل جنود سلالة مينغ قبلهم.

## بعد المعركة
في 22 مايو 1933، التقى ممثلون صينيون ويابانيون في تانغ، تيانجين، للتفاوض على إنهاء الصراع. خلقت هدنة تانغ منطقة منزوعة السلاح تمتد مائة كيلومتر جنوب السور، والتي مُنع الجيش الصيني من دخولها، مما قلل بشكل كبير من الأمن الإقليمي للصين، في حين سُمح لليابانيين باستخدام طائرات الاستطلاع أو الوحدات البرية للتأكد من امتثال الصينيين. علاوة على ذلك، اضطرت الحكومة الصينية إلى الاعتراف باستقلال مانشوكو بحكم الأمر الواقع وفقدان ريهي.